# 上海交通大学医学院附属第九人民医院
上海交通大学医学院附属第九人民医院，简称上海九院，是位于中国上海市黄浦区制造局路639号的一家三級甲等醫院。整复外科、口腔医学是该院的主要特色。

## 歷史
该院前身为1920年伯特利教会建立的伯特利医院，由石美玉同美国女教士胡遵理共同创办。1952年更名为上海市第九人民医院，1964年成为上海第二医科大学附属第九人民医院，2005年上海第二医科大学与上海交通大学合并成立上海交通大学医学院，该院遂更为现名。2015年10月，上海交通大学医学院附属第三人民医院并入上海交通大学医学院附属第九人民医院。
2019年9月27日下午，安徽医科大学附属口腔医院与上海交通大学医学院附属第九人民医院签署战略合作协议。
2021年1月，国家卫生健康委发布《关于设置国家口腔医学中心的通知》，决定分别以北京大学口腔医院、四川大学华西口腔医院、上海交通大学医学院附属第九人民医院为主体设置国家口腔医学中心。同年9月28日，上海交通大学医学院附属第九人民医院浦东院区进入试运行。

## 院區
上海交通大学医学院附属第九人民医院南部院区位於黄浦区制造局路639号，北部院区位於寶山區漠河路280号。九院浦东科教园区位於浦東新區锦尊路115号，九院浦东分院位於浦東新區严镇路166号，高科口腔医疗美容门诊部位於浦東新區严桥路350号，虹梅口腔医疗美容门诊部徐汇区设有位於徐匯區虹梅路3310号、大沽口腔医疗美容门诊部位於静安区大沽路388号。
上海交通大学医学院附属第九人民医院黄浦分院是一家二级甲等综合性医院，位于普育东路58号，於2018年7月2日对外开放。上海交通大学医学院附属第九人民医院黄浦分院由上海市黄浦区中心医院、上海市第二人民医院、黄浦区传染病院、黄浦区妇幼保健院合併而成。